# Championnats du monde de trail 2017
Navigation
Édition précédente Édition suivante
Les championnats du monde de trail 2017, septième édition des championnats du monde de trail co-organisés par l'International Association of Ultrarunners et l'International Trail Running Association, ont lieu le 10 juin 2017 à Badia Prataglia, en Italie. 
Le parcours de 50 km pour 3 000 m de dénivelé positif récompense les champions du monde de trail sur distance "moyenne" pour les trois prochaines années.

## Podiums[2]

### Hommes
| Catégorie  | Or | Argent | Bronze |
| ---------- | --- | --- | --- |
| Individuel | Luis Alberto Hernando 4 h 23 min 31 s | Cristofer Clemente 4 h 24 min 31 s                                                                                                  | Cédric Fleureton 4 h 28 min 3 s                                                                                                  |
| Par équipe | Espagne 13 h 17 min 32 s Luis Alberto Hernando (1re) 4 h 23 min 31 s Cristofer Clemente (2e) 4 h 24 min 31 s Daní Garcia (5e) 4 h 29 min 30 s | France 13 h 43 min 5 s Cédric Fleureton (3e) 4 h 28 min 3 s Ludovic Pommeret (6e) 4 h 30 min 47 s Benoit Cori (14e) 4 h 44 min 15 s | États-Unis 14 h 16 min 52 s Mario Mendoza (9e) 4 h 41 min 32 s Cody Reed (15e) 4 h 44 min 56 s Andy Wacker (20e) 4 h 50 min 24 s |

### Femmes
| Catégorie  | Or | Argent | Bronze |
| ---------- | --- | --- | --- |
| Individuel | Adeline Roche 5 h 0 min 44 s | Amandine Ferrato 5 h 0 min 47 s | Silvia Rampazzo 5 h 11 min 7 s |
| Par équipe | France 15 h 17 min 41 s Adeline Roche (1re) 5 h 0 min 44 s Amandine Ferrato (2e) 5 h 0 min 47 s Nathalie Mauclair (5e) 5 h 16 min 10 s | Italie 16 h 5 min 8 s Silvia Rampazzo (3e) 5 h 11 min 7 s Gloria Rita Giudici (12e) 5 h 25 min 36 s Barbara Bani (15e) 5 h 28 min 25 s | Espagne 16 h 26 min 4 s Laia Cañes (7e) 5 h 19 min 36 s Anna Comet (14e) 5 h 27 min 59 s Gemma Arenas Alcázar (25e) 5 h 38 min 29 s |